# Issawi Frej
Issawi Frej (en árabe: عيسوي فريج‎; en hebreo: עיסאווי פריג'‎; Kafr Qasim, 14 de diciembre de 1963) es un político árabe israelí que ejerció hasta 2019 como diputado de la Knéset por el partido Meretz.

## Biografía
Issawi Frej nació en Kafr Qasim, donde su abuelo fue asesinado en la masacre de Kafr Qasim en 1956. Frej es el mayor de doce hermanos. En 1982 comenzó a estudiar contabilidad y economía en la Universidad Hebrea de Jerusalén, y más tarde trabajó como contable. En su etapa universitaria, Issawi Frej se unió al grupo conjunto judeo-árabe "Campus", y posteriormente se unió al partido Ratz, que tras unirse al Mapam y a Shinui formó la coalición de izquierdas Meretz. También trabajó en la secretaría de la organización pacifista israelí Paz Ahora, y estuvo implicado en la Iniciativa de Ginebra.
A comienzos de 2013, Frej estaba casado y tenía siete hijos.

## Carrera política
La primera vez que Frej participó en unas elecciones a la Knéset fue en 2003, cuando ocupó el decimosexto puesto en las listas de Meretz para las elecciones de dicho año. Sin embargo, su partido ganó tan solo seis escaños. En las elecciones de 2006, Issawi Frej ocupó el séptimo lugar en las listas, pero Meretz solo ganó cinco escaños, volviéndose a quedar fuera del parlamento. En las elecciones de 2009 volvió a quedarse fuera, dado que apareció en el noveno puesto de las listas de su partido, que solo obtuvo tres diputados. Finalmente, en las elecciones de 2013, Frej concurrió en el quinto puesto de la lista de Meretz, que obtuvo seis escaños, lo que finalmente le dio acceso a la Knéset, convirtiéndose en el único diputado de origen palestino de Meretz. Frej volvió a ocupar el tercer puesto en las listas de Meretz para las elecciones de 2015, por lo fue reelegido para el parlamento israelí cuando los votantes concedieron cinco escaños a su partido.